# Рындюк, Николай Александрович
Никола́й Алекса́ндрович Рындю́к (бел. Мікалай Александравіч Рындзюк; 2 февраля 1978, Минск, Белорусская ССР, СССР) — белорусский футболист, выступавший в составе национальной сборной Беларуси.

## Карьера
Воспитанник футбольной школы «Смена» (Минск). Первый тренер — Владимир Иванович Синякевич. Начал профессиональную карьеру футболиста в клубе «Смена» в 1994 году. Выступал во Второй лиге чемпионата Беларуси. Перед сезоном 1996 года перешёл в БАТЭ, в составе которого два года подряд становился лучшим бомбардиром.
В 1998 году перебрался в российский клуб «Локомотив» (Москва). Как признавал позже, это было с его стороны ошибкой, которая была вызвана излишним желанием как можно скорее заиграть на высоком уровне.
В начале 2000 года отдан в аренду в «Кристалл» (Смоленск), где главным тренером был Курбан Бердыев. Одновременно продолжал выступления за сборную Беларуси. Вскоре в Смоленск приехали представители турецкого клуба «Газиантепспор». Бердыев отговаривал игрока уезжать, но тот все же заключил контракт с турками.
Однако за 2 года, проведенные в «Газиантепспоре», отыграл всего 6 матчей в чемпионате Турции. Свою роль сыграло то, что игрок подписал контракт без агента, напрямую с руководством клуба. Последнее, разочаровавшись в легионере, посчитало возможным не платить игроку и не давало возможности играть. Несколько месяцев Рындюк пытался судиться с руководством «Газиантепспора», но положительного результата это не приносило. В конце концов, игрок обратился в контрольно-дисциплинарный комитет ФИФА, который выдал нападающему временный трансфер, позволивший ему после долгого перерыва вновь сыграть в официальных встречах.
В 2002 играл полгода за российский клуб «Рубин», куда его пригласил Курбан Бердыев, знавший Рындюка по выступлениям за «Кристалл» (Смоленск). Покинув клуб, некоторое время лечился — у футболиста были проблемы с пятками, вплоть до того, что не мог ступать на ноги. Вылечившись, играл в чемпионате Беларуси — за «Динамо» (Минск) и БАТЭ.
В 2004 уехал в Китай. Сначала полгода играл за «Шанхай Жучен». В 2005 перешёл в «Гуанчжоу», где провел свой самый лучший сезон в Китае, став лучшим бомбардиром клуба за сезон. В 2006 выступал за «Нанькин Йойо», из которого в середине года был вынужден уйти из-за невыплат по зарплате.
В 2007 его пригласили в Даугавпилс, в клуб «Даугава». На 2-й год стал капитаном команды и помог клубу выиграть Кубок Латвии 2008.
Вернувшись в Беларусь, принял приглашение минского клуба МТЗ-РИПО. Отыграв полгода, покинул команду. Причиной послужило неустойчивое положение команды и невыплаты зарплаты. В августе 2009 года перешёл в «Шахтёр» из Солигорска, где главным тренером был его давний знакомый Алексей Михайлович Вергеенко.
В августе 2010 года, по окончании контракта с клубом «Шахтёр» (Солигорск), принял приглашение начать выступления в чемпионате Узбекистана. Новым клубом Рындюка стал «Машъал». За полгода, проведенные в сезоне 2010 года, помог подняться клубу с 12-го на 5-е место, провел 13 игр, забил 7 мячей. В начале 2011 года повредил мениск, а едва выйдя на поле, дёрнул заднюю поверхность бедра. Из-за этого первая половина 2011 года получилась скомканной — из 13-ти матчей только два провел в «основе». Забил всего два мяча — оба в кубковой игре. По окончании первого круга покинул команду.
Вторую половину сезона 2011 провел в составе «Динамо» (Самарканд). С 2012 года — в составе белорусского клуба «Сморгонь», где окончил карьеру игрока в 2014 году.
С 2015 года работал главным тренером «Сморгони», однако в 2017 году покинул пост в связи с уголовным преследованием по делу о даче взятки и организации договорных матчей. Летом 2017 году Рындюку был вынесен обвинительный приговор — 2 года исправительных работ.

## Достижения

### Командные
- Чемпион Беларуси (1): 1999
- Серебряный призёр чемпионата Беларуси (2): 2004, 2010
- Бронзовый призёр чемпионата Беларуси (1): 2003
- Бронзовый призёр чемпионата России (2): 1998, 1999
- Обладатель Кубка Беларуси (1): 2003
- Обладатель Кубка Латвии (1): 2008

### Личные
- Включен в список «22 лучших футболиста чемпионата»: 1997

## Цитаты
Коля Рындюк — талантливейший футболист. Он, пожалуй, лучший, кого я тренировал за свою долгую карьеру. Наряду с Александром Глебом и Виталием Кутузовым.— Юрий Пунтус. 

## Семья
В разводе, есть сын Никита.
У Николая был младший брат Андрей. 14 октября 2006 года он покончил жизнь самоубийством.

## Статистика

### Международная
| Матчи Николая Рындюка в составе национальной сборной Беларуси | Матчи Николая Рындюка в составе национальной сборной Беларуси | Матчи Николая Рындюка в составе национальной сборной Беларуси | Матчи Николая Рындюка в составе национальной сборной Беларуси | Матчи Николая Рындюка в составе национальной сборной Беларуси | Матчи Николая Рындюка в составе национальной сборной Беларуси | Матчи Николая Рындюка в составе национальной сборной Беларуси |
| ------------------------------------------------------------- | ------------------------------------------------------------- | ------------------------------------------------------------- | ------------------------------------------------------------- | ------------------------------------------------------------- | ------------------------------------------------------------- | ------------------------------------------------------------- |
| №                                                             | Дата                                                          | Место проведения                                              | Оппонент                                                      | Счёт                                                          | Голы                                                          | Соревнование                                                  |
| 1                                                             | 5 августа 1997                                                | Минск                                                         | Израиль                                                       | 2:3                                                           | 1                                                             | Товарищеский матч                                             |
| 2                                                             | 19 мая 1999                                                   | Тула                                                          | Россия                                                        | 1:1                                                           | —                                                             | Товарищеский матч                                             |
| 3                                                             | 5 июня 1999                                                   | Копенгаген                                                    | Дания                                                         | 0:1                                                           | —                                                             | Отборочный матч ЧЕ-2000                                       |
| 4                                                             | 29 марта 2000                                                 | София                                                         | Болгария                                                      | 1:4                                                           | —                                                             | Товарищеский матч                                             |
| 5                                                             | 26 апреля 2000                                                | Андорра-ла-Велья                                              | Андорра                                                       | 0:2                                                           | —                                                             | Товарищеский матч                                             |
| 6                                                             | 4 июня 2000                                                   | Таллинн                                                       | Эстония                                                       | 0:2                                                           | —                                                             | Товарищеский матч                                             |
| 7                                                             | 2 сентября 2000                                               | Минск                                                         | Уэльс                                                         | 2:1                                                           | —                                                             | Отборочный матч ЧМ-2002                                       |
| 8                                                             | 7 октября 2000                                                | Лодзь                                                         | Польша                                                        | 1:3                                                           | 1                                                             | Отборочный матч ЧМ-2002                                       |
| 9                                                             | 11 октября 2000                                               | Минск                                                         | Казахстан                                                     | 2:1                                                           | 1                                                             | Отборочный матч ЧМ-2002                                       |
| 10                                                            | 5 сентября 2001                                               | Минск                                                         | Польша                                                        | 4:1                                                           | —                                                             | Отборочный матч ЧМ-2002                                       |
| 11                                                            | 6 октября 2001                                                | Кардифф                                                       | Уэльс                                                         | 0:1                                                           | —                                                             | Отборочный матч ЧМ-2002                                       |
| 12                                                            | 12 октября 2002                                               | Минск                                                         | Австрия                                                       | 0:2                                                           | —                                                             | Отборочный матч ЧЕ-2004                                       |
| 13                                                            | 16 октября 2002                                               | Теплице                                                       | Чехия                                                         | 0:2                                                           | —                                                             | Отборочный матч ЧЕ-2004                                       |

Итого: 13 матчей / 3 гола; 3 победы, 1 ничья, 9 поражений.